# Паскаль Сіакам
Паскаль Сіакам (фр. Pascal Siakam, нар. 2 квітня 1994, Дуала) — камерунський професіональний баскетболіст, важкий форвард команди НБА «Торонто Репторз». Чемпіон НБА.

## Ігрова кар'єра
Починав грати у баскетбол у команді старшої школи God's Academy (Льюісвілл, Техас). На університетському рівні грав за команду Нью-Мексико (2014–2016). 
2016 року був обраний у першому раунді драфту НБА під загальним 27-м номером командою «Торонто Репторз».
Професійну кар'єру розпочав 2016 року виступами за тих же «Торонто Репторз», відтоді й досі захищає кольори команди з Торонто. Зробив значний внесок у здобуття торонтською командою першого в її історії титулу чемпіонів НБА в сезоні 2018/19, незмінно виходячи на паркет у всіх 23 іграх команди у тогорічному плей-оф. У першій грі фінальної серії проти «Голден-Стейт Ворріорс» оновив власний рекорд результативності, набравши 32 очки, влучивши 14 із 17 кидків з гри і ставши найрезультативнішим гравцем команди, що перемогла з рахунком 118:109.

## Статистика виступів
| † | Позначає сезон, в якому Паскаль Сіакам ставав чемпіоном НБА |

### Регулярний сезон
| Сезон             | Команда           | GP  | GS  | MPG  | FG%  | 3P%  | FT%  | RPG | APG | SPG | BPG | PPG  |
| ----------------- | ----------------- | --- | --- | ---- | ---- | ---- | ---- | --- | --- | --- | --- | ---- |
| 2016–17           | «Торонто Репторз» | 55  | 38  | 15.6 | .502 | .143 | .688 | 3.4 | .3  | .5  | .8  | 4.2  |
| 2017–18           | «Торонто Репторз» | 81  | 5   | 20.7 | .508 | .220 | .621 | 4.5 | 2.0 | .8  | .5  | 7.3  |
| 2018–19†          | «Торонто Репторз» | 80  | 79  | 31.9 | .549 | .369 | .785 | 6.9 | 3.1 | .9  | .7  | 16.9 |
| Усього за кар'єру | Усього за кар'єру | 216 | 122 | 23.5 | .531 | .309 | .743 | 5.1 | 2.0 | .7  | .6  | 10.1 |

### Плей-оф
| Сезон             | Команда           | GP | GS | MPG  | FG%  | 3P%  | FT%  | RPG | APG | SPG | BPG | PPG  |
| ----------------- | ----------------- | -- | -- | ---- | ---- | ---- | ---- | --- | --- | --- | --- | ---- |
| 2017              | «Торонто Репторз» | 2  | 0  | 5.0  | .000 | –    | –    | 1.5 | .5  | .5  | .0  | .0   |
| 2018              | «Торонто Репторз» | 10 | 0  | 17.9 | .610 | .750 | .650 | 3.6 | .8  | .1  | .6  | 6.6  |
| 2019†             | «Торонто Репторз» | 23 | 23 | 36.7 | .464 | .265 | .759 | 7.0 | 2.7 | 1.0 | 0.7 | 18.7 |
| Усього за кар'єру | Усього за кар'єру | 35 | 23 | 29.5 | .477 | .284 | .738 | 5.7 | 2.1 | .7  | .6  | 14.1 |